# Olios chelifer
Olios chelifer là một loài nhện trong họ Sparassidae.
Loài này thuộc chi Olios. Olios chelifer được George Newbold Lawrence miêu tả năm 1937.